# La storia delle invenzioni
La storia delle invenzioni è un cortometraggio d'animazione del 1959 scritto e diretto da Bruno Bozzetto, al suo secondo lavoro da regista.
Il cortometraggio, così come il precedente Tapum! La storia delle armi, è un documentario comico e satirico sulla storia dell'essere umano e sulle invenzioni trovate come soluzioni ai problemi del ventesimo secolo.